# Amore veglia
Amore veglia è un film muto italiano del 1914 diretto da Baldassarre Negroni.